# Kościół Najświętszego Serca Pana Jezusa w Barnimiu
Kościół Najświętszego Serca Pana Jezusa w Barnimiu – katolicki kościół parafialny zlokalizowany we wsi Barnimie w gminie Drawno, w powiecie choszczeńskim (województwo zachodniopomorskie).

## Historia i architektura
Powstały na przełomie XIV i XV wieku kościół murowany jest z kamieni polnych i cegły. Wybudowany na planie prostokąta, jest budowlą salową, orientowaną. Od wschodu nawa zakończona jest dostawionym w późniejszym okresie prezbiterium w formie absydy. Szczyt wschodni, wtórnie regotycyzowany i otynkowany, ozdobiony jest ostrołukowymi i kolistymi blendami. W wieku XVIII do zachodniej elewacji kościoła dostawiona została drewniana wieża na planie czworoboku, odeskowana, zakończona strzelistym hełmem z krzyżem. Na początku XX wieku od strony południowej dobudowana została kruchta.
Wnętrze kościoła nakryte jest drewnianym, belkowanym stropem. Na ścianie zachodniej umieszczona jest drewniana empora, wsparta na filarach. Zachował się barokowy ołtarz z 1608 roku, XVI-wieczny kosz ambonowy i 2 epitafia. 
Po II wojnie światowej kościół został poświęcony jako świątynia katolicka w dniu 22 października 1945 roku przez ks. Karola Chmielewskiego.